# James Pierpont
James Lord Pierpont (Boston, Massachusetts; 25 de abril de 1822-Winter Haven, Florida; 5 de agosto de 1893) fue un compositor, arreglista y organista estadounidense, conocido por ser el autor de «Jingle Bells» en 1857, originalmente titulada «The One Horse Open Sleigh». «Jingle Bells» se convirtió en sinónimo de canción navideña y es una de las más interpretadas y reconocibles en el mundo.

## Vida y carrera
Su padre, el reverendo John Pierpont (1785–1866), era pastor de la Iglesia unitaria Hollis Street en Boston. James fue tío del financiero y banquero John Pierpont Morgan. Su padre, fue abolicionista y poeta. Su madre, Mary Sheldon Lord, era hija de Lynde Lord, Jr. (1762–1813) y Mary Lyman. John y Mary Pierpont tuvieron 6 hijos.
En 1832, James fue enviado a un internado en Nuevo Hampshire. Escribió una carta a su madre acerca de montar un trineo en la nieve de diciembre. En 1836, abordó un barco ballenero llamado "The Shark". Sirvió en la Marina estadounidense hasta la edad de 21.
Hacia 1845, regresó a Nueva Inglaterra donde su padre era pastor de una congregación unitaria en Troy, Nueva York. Finalizando la década de 1840, se casó con Millicent Cowee, hija de Farwell Cowee y Abigail Merriam, y se establecieron en Medford, donde tuvieron tres hijos. Su padre, John Pierpont, asumió como Ministro de la congregación unitaria de Medford, Massachusetts en 1849.
En 1849, James dejó a su esposa e hijos con su padre en Massachusetts para abrir un negocio en San Francisco durante la Fiebre del Oro en California. También se desempeñó como fotógrafo. Su negoció fracasó luego de que su mercadería se incendiara.
En 1853, Millicent murió, y luego de que su hermano, el también reverendo John Pierpont, Jr. (1819–1879), aceptase un puesto en la congregación unitaria de Savannah, Georgia, James lo siguió, convirtiéndose en organista y director musical de la iglesia. Para generar ingresos extra, también dio clases. El órgano se encuentra actualmente en posesión de la Universidad Estatal de Florida. 
El 27 de marzo de 1852, James Pierpont publica su composición "The Returned Californian", basada en sus experiencias en San Francisco. Esta obra fue originalmente cantada por S. C. Howard, con arreglos de John Pond Ordway (1824–1880). La canción describe la experiencias de Pierpont durante la fiebre de oro en California y el fracaso de su negocio en San Francisco. La Biblioteca del Congreso de Estados Unidos posee una copia de la partitura original de la canción. 
En 1854, compone las canciones "Geraldine" y "Ring the Bell, Fanny" para la Nightingale Opera Troupe de George Kunkle. Además registra las canciones "To the Loved Ones at Home" en 1854 y "Poor Elsie", una balada. En 1855, compuso "The Starlight Serenade". En 1857, escribió en colaboración con el letrista Marshall S. Pike, "The Little White Cottage" o "Gentle Nettie Moore". 
En 1853, Pierpont había publicado nuevas composiciones en Boston, entre ellas "Kitty Crow", dedicada a W. W. McKim, y "The Colored Coquette". También publicó un arreglo titulado "The Universal Medley".
Publicó además numerosas baladas, polkas, como "The Know Nothing Polka", publicada en 1854, y canciones de ministriles (que eran populares en la década de 1850 y continuaron siéndolo hasta entrado el siglo XX en Estados Unidos).
En agosto de 1857, contrajo matrimonio con Eliza Jane Purse, hija del alcalde de Savannah, Thomas Purse. Pronto dio a luz a la primera de sus hijos, Lillie. Los hijos de su primer matrimonio continuaron en Massachusetts con su abuelo.
En agosto de 1857 fue publicada su canción "The One Horse Open Sleigh". Esta canción fue originalmente interpretada en un concierto del Día de Acción de Gracias en Savannah, si bien se ha afirmado que la escribió en Medford, Massachusetts en 1850. En 1859, fue relanzada con el título "Jingle Bells, or The One Horse Open Sleigh". La canción no fue un éxito en ese tiempo, sin embargo su popularidad crecería con el paso el tiempo al punto de que se convirtió en una de las más populares y reconocibles canciones navideñas.
La letra original de "The One Horse Open Sleigh":

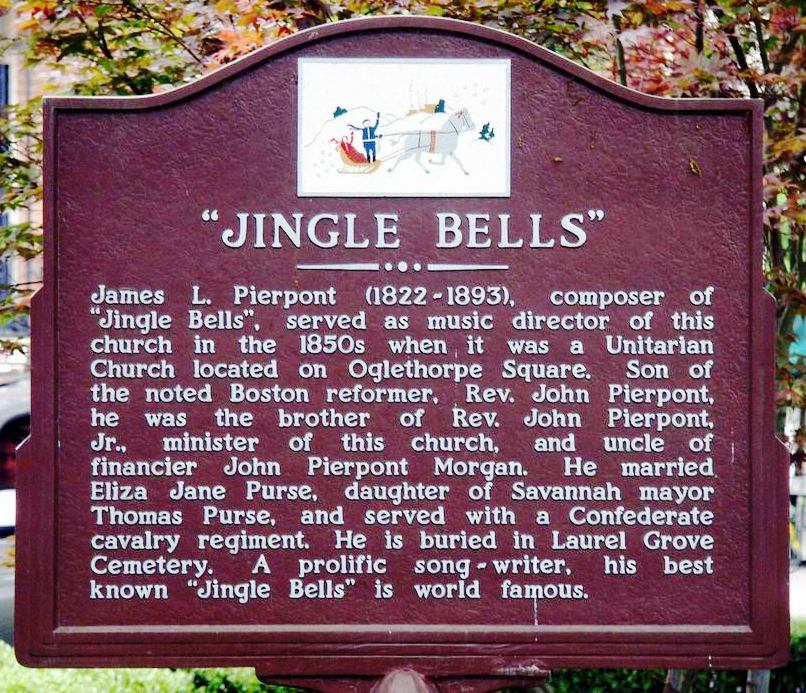
Placa conmemorativa a James Lord Pierpont y "Jingle Bells" en Savannah, Georgia, EE. UU.

| Original | Traducción |
| --- | --- |
| "Dashing thro’ the snow, In a one-horse open sleigh, O’er the hills we go, Laughing all the way; Bells on bob tail ring, Making spirits bright, Oh what sport to ride and sing A sleighing song to night. Jingle bells, Jingle bells, Jingle all the way; Oh! what joy it is to ride In a one horse open sleigh. Jingle bells, Jingle bells, Jingle all the way; Oh! what joy it is to ride In a one horse open sleigh. A day or two ago, I thought I’d take a ride, And soon Miss Fannie Bright Was seated by my side, The horse was lean and lank; Misfortune seemed his lot, He got into a drifted bank, And we, we got upsot. A day or two ago, The story I must tell I went out on the snow And on my back I fell; A gent was riding by In a one-horse open sleigh, He laughed as there I sprawling lie, But quickly drove away. Now the ground is white Go it while you’re young, Take the girls to night And sing this sleighing song; Just get a bob tailed bay Two forty as his speed. Hitch him to an open sleigh And crack, you’ll take the lead." | Corriendo por la nieve En un trineo abierto de un solo caballo Vamos sobre los campos Riendo todo el camino Suenan las campanas de la corta cola / Oye nuestras voces sonar Haciendo brillar a los espíritus Qué divertido es reír y cantar / Qué divertido es conducir y cantar / Oh, qué divertido es cantar Una canción de trineo esta noche (estribillo) Suenan las campanas, Suenan las campanas, Suenan todo el camino; ¡Oh! qué divertido es conducir Un trineo abierto de un solo caballo. Suenan las campanas, Suenan las campanas, Suenan todo el camino; ¡Oh! qué divertido es conducir Un trineo abierto de un solo caballo. Hace un día o dos Pensé ir a dar un paseo Y pronto, la señorita Fanny Bright Estaba sentada a mi lado, El caballo era flaco y lacio La desgracia parecía su suerte Se metió en un montón de nieve Y luego nosotros, nosotros nos caímos. (estribillo) Hace un día o dos La historia debo contar Salí a la nieve, Y a mi espalda sentí; Un hombre que conducía Un trineo abierto de un solo caballo, Se echó a reír cuando yo yacía tumbado, Pero rápidamente se alejó. (estribillo) Ahora el suelo es blanco Ve mientras seas joven, Lleva a las chicas esta noche y canta esta canción de trineos; Sólo consigue un caballo bayo de cola cortada Que haga una milla en dos minutos y cuarenta segundos [y] engánchale un trineo abierto Y ¡crac! cogerás la delantera. (estribillo) |

Algunos arreglos hechos más tarde a la canción cambiaron la palabra "joy" a "fun" en el estribillo y simplificaron ligeramente la melodía del estribillo, que era musicalmente más compleja en el original. Con esta versión ligeramente modificada, "Jingle Bells" se convirtió una de las más populares y reconocibles canciones.
En 1859, la Iglesia Unitaria en Savannah fue cerrada debido a su posición abolicionista, que era poco popular en el sur de Estados Unidos. Hacia 1860, John Pierpont, Jr. había regresado al norte.
James, sin embargo, permaneció en Savannah con su segunda esposa Eliza Jane, y al comienzo de la Guerra de Secesión se unió a los Lamar Rangers, quienes formaron parte del Quinto Regimiento de Caballería de la Confederación. Los registros indican que sirvió como empleado de la compañía.
Además escribió música para la Confederación cuando ésta se separó de la Unión, entre otras "Our Battle Flag", "Strike for the South" y "We Conquer or Die". Su padre también prestó servicio militar como capellán en el ejército de la Unión destinado en Washington D. C. y más tarde trabajó en el departamento del Tesoro de Estados Unidos. Pierpont y su padre estuvieron en bandos opuestos durante la Guerra Civil.
Después de la guerra, se mudó con su familia a Valdosta, Georgia, donde enseñó música. De acuerdo a la escritora Margaret DeBolt y al investigador Milton J. Rahn, el hijo de Pierpont, Maynard Boardman, nació en Valdosta.
En 1869, se mudó a Quitman, Georgia. Allí se desempeñó como organista en la Iglesia Presbiteriana, dio lecciones privadas de piano y enseñó en la Academia Quitman, retirándose como jefe del departamento de Música.
En 1880, su hijo, el Dr. Juriah Pierpont, renovó el copyright de "Jingle Bells" pero nunca obtuvo mucho dinero. Le tomó un esfuerzo considerable mantener el nombre de su padre cercano al de la canción luego de que el derecho de autor expiró.
Pierpoint pasó sus últimos días en la casa de su hijo en Winter Haven, Florida, donde murió el 5 de agosto de 1893. A pedido suyo, fue enterrado en el cementerio Laurel Grove en Savannah junto a su cuñado Thomas, quien muriese en la primera batalla de Bull Run.

## Composiciones
Algunas de las piezas musicales compuestas por Pierpont son:
- "The Returned Californian", 1852
- "Kitty Crow", balada, 1853
- "The Coquette, A Comic Song", 1853
- "The Colored Coquette", 1853
- "To the Loved Ones at Home", 1854
- "Ring the Bell, Fanny", 1854
- "Geraldine", 1854
- *Poor Elsie", Ballad, 1854
- "The Know Nothing Polka", 1854
- "The Starlight Serenade", 1855
- "To All I Love, 'Good Night'"
- "I Mourn For My Old Cottage Home"
- "Gentle Nettie Moore" o "The Little White Cottage", 1857
- "Wait, Lady, Wait"
- "Quitman Town March"
- "Our Battle Flag"
- "We Conquer or Die", 1861
- "Strike for the South", 1863
- "Oh! Let Me Not Neglected Die!"

Bob Dylan basó su canción "Nettie Moore" del álbum Modern Times (2006) en "Gentle Nettie Moore". La estructura del estribillo y las dos primeras líneas ("Oh, I miss you Nettie Moore / And my happiness is o'er") de la canción de Dylan son las mismas que las de "The Little White Cottage, or Gentle Nettie Moore", balada publicada en 1857 en Boston.
The Sons of the Pioneers con Roy Rogers grabaron "Gentle Nettie Moore" en agosto de 1934 para Standard Radio en Los Ángeles y lo lanzaron en disco de 33 RPM.

## Honores
Desde 1890 a 1954, “Jingle Bells” estuvo en el top 25 de las canciones más grabadas de la historia, superando a "My Old Kentucky Home", "The Stars and Stripes Forever", “Blue Skies”, “I Got Rhythm”, y “Georgia On My Mind”. En reconocimiento al éxito universal de su composición fue incorporado al Salón de la Fama de compositores en 1970. En 1997, el fondo para becas de música "James Lord Pierpont" fue establecido en la Universidad Estatal Armstrong Atlantic en Savannah, Georgia.